# عمر نابر
عمر نابر (بالسلوفينية: Omar Naber)‏ هو عازف قيثارة ومغني وعازف بيانو سلوفيني، ولد في 7 يوليو 1981 في ليوبليانا في سلوفينيا.

## وصلات خارجية
- عمر نابر على موقع IMDb (الإنجليزية)
- عمر نابر على موقع ميوزك برينز (الإنجليزية)
- عمر نابر على موقع أول ميوزيك (الإنجليزية)
- عمر نابر على موقع ديسكوغز (الإنجليزية)
- عمر نابر على موقع قاعدة بيانات الفيلم (الإنجليزية)